# Qui a peur de la mort ?
Qui a peur de la mort ? (titre original : Who Fears Death) est un roman de science fantasy de Nnedi Okorafor, publié en 2010 puis traduit en français et publié en 2013.
Qui a peur de la mort ? a remporté le prix World Fantasy du meilleur roman 2011 ainsi que le prix Imaginales du meilleur roman étranger 2014.

## Résumé
Dans une région qui a jadis été le Soudan, dans un futur post-apocalyptique où les innovations technologiques côtoient les traditions culturelles ancestrales, Onyesonwu est une jeune femme issue d'un viol utilisé comme arme de guerre et de soumission par le peuple nuru contre le peuple okeke. Elle se découvre durant sa jeunesse des talents de sorcellerie très affirmés et qui, à la suite du décès de son père alors qu'elle a seize ans, vont l'amener à entamer un périple pour retrouver son père biologique tout en portant des paroles de paix et en usant de ses talents de guérison ou de destruction selon ses rencontres.

## Éditions
- Who Fears Death, DAW Books, 1er juin 2010, 400 p.  (ISBN 978-0-7564-0617-2)
- Qui a peur de la mort ?, Panini, coll. « Éclipse », 6 novembre 2013, trad. Laurent Philibert-Caillat, 528 p.  (ISBN 978-2-80943-355-5)
- Qui a peur de la mort ?, ActuSF, coll. « Perles d'épice », 5 octobre 2017, trad. Laurent Philibert-Caillat, 400 p.  (ISBN 978-2-36629-854-3)
- Qui a peur de la mort ?, Le Livre de poche, coll. « Imaginaire » no 35124, 19 septembre 2018, trad. Laurent Philibert-Caillat, 600 p.  (ISBN 978-2-253-08369-6)

## Adaptation
En juillet 2017, Nnedi Okorafor annonce que son roman va servir de base pour une série produite par HBO, avec George R. R. Martin dans le rôle de producteur exécutif et Selwyn Seyfu Hinds dans celui de scénariste.